# Церемония закрытия зимних Паралимпийских игр 2014
Церемония закрытия зимних XI Паралимпийских Игр состоялась 16 марта 2014 года на Олимпийском стадионе «Фишт» в Сочи. Мероприятие под девизом «Достигая невозможного» символично началась в 20:14 по московскому времени и продолжалось около двух часов.
Мэром города Анатолием Пахомовым паралимпийский флаг был передан президенту Международного паралимпийского комитета сэру Филипу Крэйвену, который в свою очередь передал его мэру Пхёнчхана Сок Ре Ли, где пройдёт следующая зимняя паралимпиада.

## Награждения
Традиционное награждение специальной премией за достижения имени Ванг Юн Дай провели вице-президент Международного паралимпийского комитета Эндрю Парсонс и сама доктор Ван Юн Дай. В 2014 году премия была вручена австралийскому горнолыжнику Тоби Кейну, завоевавшему бронзовую медаль в Супер-комбинации (стоя) (первый из австралийских спортсменов, завоевавший призовое место), и нидерландская пара-сноубордистка Бибиан Ментель, завоевавшая золото в сноуборд-кроссе.

## Гимны
На церемонии были исполнены следующие гимны:
- Под Государственный гимн Российской Федерации, исполненный а капелла детским хором Всероссийского хорового общества под руководством хормейстера Петрова Алексей Кирилловича, был вынесен и поднят флаг России[5].
- Пианист Олег Аккуратов исполнил Гимн Паралимпиады в новой аранжировке.
- После передачи паралимпийского флага мэру Пхёнчхана, под аккомпанемент гимна Республики Корея (в исполнении тенора Сынвон Чхве) был поднят их государственный флаг.
- Паралимпийский огонь был потушен под официальную песню закрытия Паралимпийских игр Сочи-2014 «Паралимпийский хор» (автор музыки — Юрий Потеенко, автор слов — Карен Кавалерян), исполненную Хосе Каррерасом, Нафсет Чениб и Дианой Гурцкая.